# Operación Legend
Operación Legend es un plan iniciado por la administración del Presidente Donald Trump para mantener el orden público. El nombre proviene de LeGend Taliferro, un niño de cuatro años que murió de un disparo en Kansas City, Misuri. La operación consiste en desplegar personal armado de varias agencias federales con el objetivo de brindar apoyo a la fuerza policial local de algunas ciudades de Estados Unidos.

## Contexto
En la mañana del 29 de junio de 2020, LeGend Taliferro, de cuatro años de edad, murió de un disparo mientras dormía a causa de una persona que abrió fuego hacia su apartamento. El 3 de julio, el alcalde de Kansas City Quinton Lucas le envió una carta al Gobernador de Misuri Mike Parson declarando que la ciudad se encontraba "en un momento crítico" con respecto al crimen. El alcalde le pidió, además, llamar a una sesión legislativa especial en la Asamblea General de Misuri para tratar el problema de la criminalidad que estaba enfrentando la ciudad.

## Operación

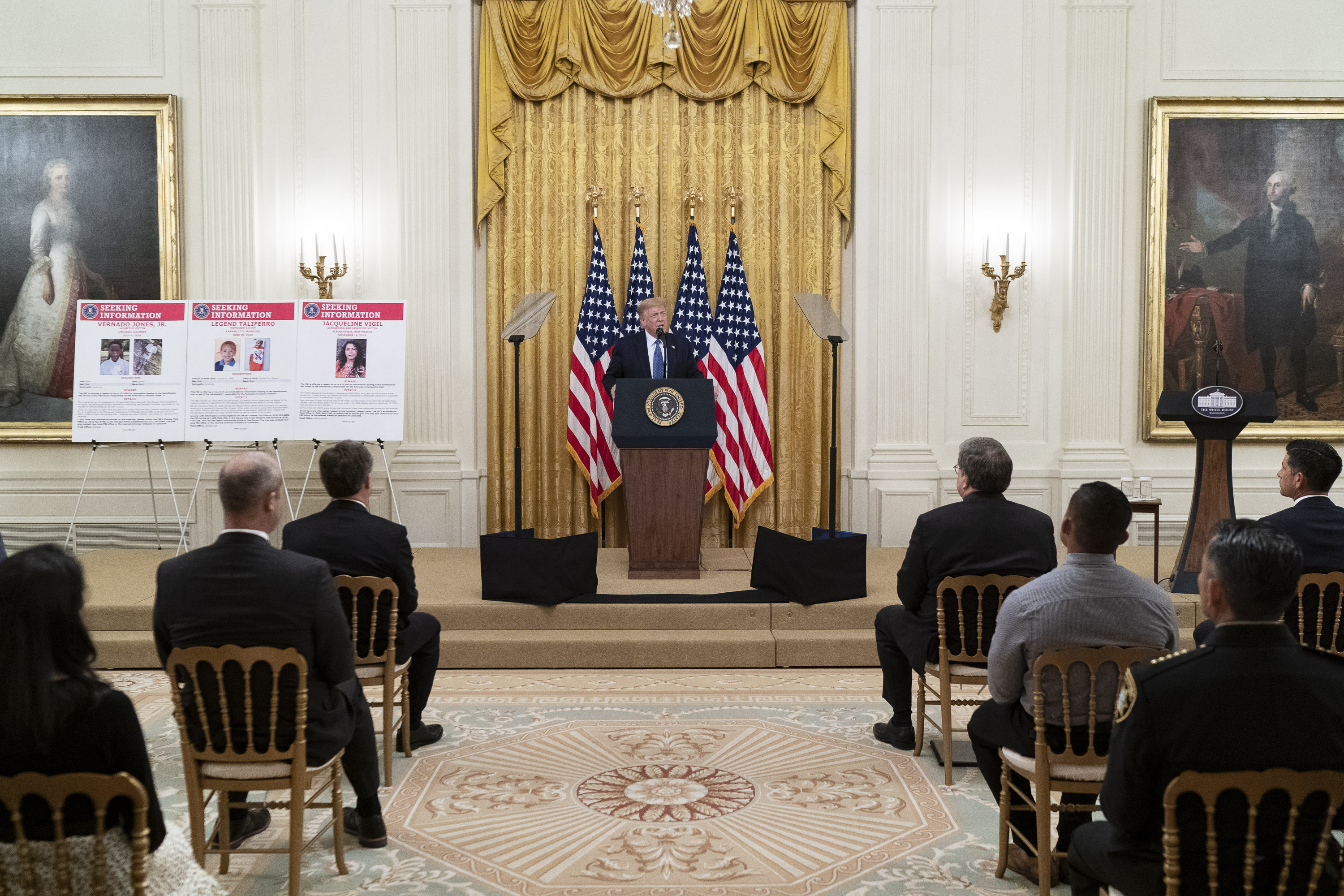
El presidente Donald Trump explicando las medidas creadas para buscar al asesino en la Casa Blanca.

### Kansas City
Cinco días después de la carta del Alcalde Lucas, el 8 de julio de 2020, el Departamento de Justicia de los Estados Unidos anunció la "Operación Legend" con la intención de enviar agentes federales a Kansas City y brindar apoyo a las autoridades locales para combatir el crimen. Durante una conferencia de prensa, la Secretaria de Prensa de la Casa Blanca Kayleigh McEnany, luego de citar las estadísticas relacionadas al crimen en Kansas City, incluido un 40% de aumento en la cantidad de homicidios, declaró que agentes del Departamento de Justicia, el FBI, el Cuerpo de Alguaciles, la DEA y la ATF iban a ser desplegados en la ciudad en los próximos diez días.

### Expansión
El 22 de julio, el presidente Trump anunció planes para expandir la Operación Legend a las ciudades de Albuquerque, Chicago, Baltimore y Filadelfia.